# Långtradarchaufförens berättelser
Långtradarchaufförens berättelser var Sveriges Radio-TV:s julkalender 1975. Beppe Wolgers spelade inte bara huvudrollen utan stod även för manus och regi. Tanken med julkalendern var att försöka dämpa julhysterin och uppmuntra medmänsklig eftertanke.

## Handling
Huvudperson var en långtradarchaufför, spelad av Beppe Wolgers, som hört att sagornas kungarike skulle ligga i Jämtland. Han beger sig dit med sin lastbil och två dockor – Posi och Maggan. På vägen möter han dockor och människor, exempelvis jultomten och tant Nära, som lär honom njuta av livet.

## Medverkande
- Beppe Wolgers – långtradarchauffören
- Staffan Erstam – Posi
- Harriet Nordlund – Maggan
- Eva Rydberg – tant Nära
- Ernst-Hugo Järegård – jultomten
- Povel Ramel – blyg musikmirakelman
- Lotta Ramel – hans dotter
- Stig Grybe – glömsk man
- Bosse Parnevik – Boppy
- Hans Alfredson
- Rolv Wesenlund – tullmannen
- Halvar Björk
- Ann-Kristin Hedmark
- Johan Hedmark
- Lena Hansson
- Sven A Ohlsson
- Egil Johansen – telearbetare
- Rune Gustafson – telearbetare
- Bertil Wikström
- Sune Mangs
- Lena Nyman
- Bengt Brunskog

## Papperskalender

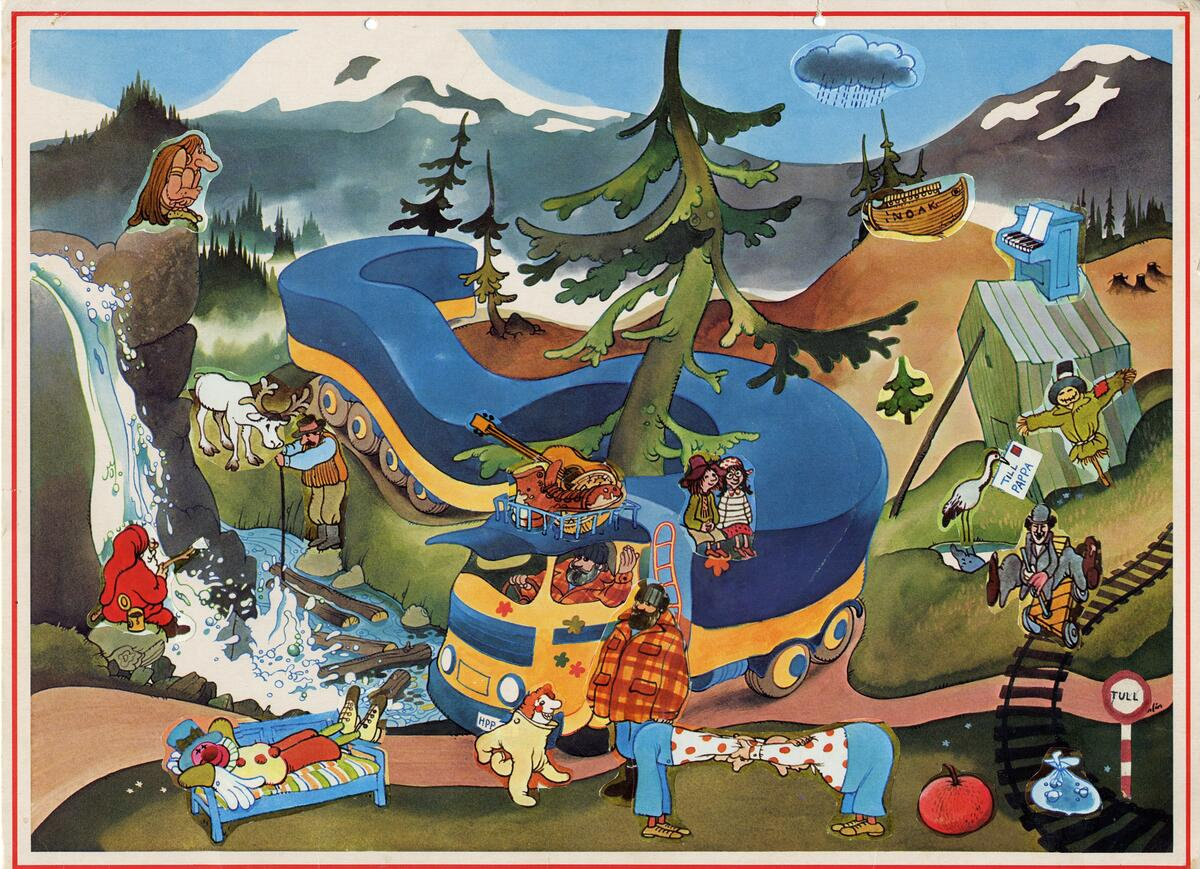
Papperskalender

Årets papperskalender ritades av Per Åhlin och föreställer den gulblåa långtradaren som slingrar sig förbi ett stort träd och ett vattenfall. Till höger finns också ett tågspår och en stuga med ett berg i bakgrunden. Istället för luckor kom julkalendern med klistermärken med figurer som Beppe träffar genom resan som man kunde klistra på kalendern.

## Produktion

### Bakgrund
Beppe Wolgers hade precis slutfört arbetet med filmen Dunderklumpen!, som blandar fotografier med animering och regisserades och animerades av Per Åhlin. Filmen inleds en midsommarkväll i Ströms Vattudal och spelades in på Beppes eget sommarställe. När han fick frågan att göra en julkalender året därpå återvände han till Jämtland för att spela in Långtradarchaufförens berättelser.

## Eftermäle
Serien fick ett negativt mottagande i pressen och var inte omtyckt av TV-tittare. Den kritiserades bland annat för att inte innehålla någon julstämning.
Serien har aldrig släppts på VHS eller DVD. På grund av bristande teknisk kvalitet på materialet så har endast enstaka avsnitt visats på Öppet arkiv. Tullmannen (från 2 december), Liftarna (4 december), Tant Nära (7 december), Kvinnan som pratade om allting (17 december), Musikmirakelmannen (18 december), Jultomten (22 december) och Har du knutit dina skosnören fel? (23 december).

## Musik
En LP med urval av låtarna från julkalendern gavs ut 1975.
| #  | Spår                               | Medverkande                                               | Längd |
| -- | ---------------------------------- | --------------------------------------------------------- | ----- |
| A1 | Panisk vals (instrumental version) |                                                           | 0:32  |
| A2 | Norrlandsvägen                     | Ann-Kristin Hedmark                                       | 2:03  |
| A3 | Du och långtradaren                | Ann-Kristin Hedmark                                       | 1:37  |
| A4 | Du bor i en väldig bil             | Ann-Kristin Hedmark                                       | 1:38  |
| A5 | Åh ett sånt regn                   | Ann-Kristin Hedmark                                       | 3:00  |
| A6 | Skolavslutning med Bosse Parnevik  | Bosse Parnevik                                            | 8:17  |
| B1 | Panisk vals                        | Ann-Kristin Hedmark                                       | 0:37  |
| B2 | Munspelsflickan                    | Lena Hansson (sång) Hugh Martin (text) Ralph Blane (text) | 3:43  |
| B3 | Den första snön                    | Lena Hansson                                              | 2:10  |
| B4 | PS tyck om mig                     | Lena Hansson (sång) Gordon Jenkins (text)                 | 2:07  |
| B5 | Panisk vals (instrumental version) |                                                           | 0:32  |
| B6 | Visan om blygheten                 | Povel Ramel                                               | 1:58  |
| B7 | En enkel ljudlära                  | Povel Ramel                                               | 1:58  |
| B8 | Vindrutetorkarvisan                | Povel Ramel                                               | 4:15  |
| B9 | Panisk vals                        | Ann-Kristin Hedmark                                       | 2:10  |